# Паралимни
Паралимни (грч. Παραλίμνι) је град на Кипру, у југоисточном делу државе. Званично град припада округу Фамагуста, чије је привремено управно средиште, услед турске окупације главног града округа, мало даље у унутрашњости, у округу Фамагуста. Од турске инвазије и окупације дела острва 1974. године, оно је порасло у величини и значају услед прилива многих избеглица које су бежале са севера. Многи радници у туристичким секторима Протараса и Аја Напе живе у Паралимнију, који је сада привремени административни центар округа Фамагуста и највећа општина у округу под контролом Републике Кипар признато међународно.

## Природне одлике
Град Паралимни се сместио на крајњем југоистоку острва Кипар. Од главног града Никозије град је удаљен 110 километара источно. Град је традиционално био предграђе Фамагусте (до окупације града), удаљеног свега 10 км северно.
Паралимни се налази на близу обале Средоземног мора, на око 80 метара надморске висине. Град се налази на југоисточном ободу средишње равнице острва, Месаорије. Због тога северно око града пружа равничарско тле, а на југу се издиже приобално побрђе.
Становништво града је 2001. године било 11.091 становника, а 2011. године 15.000.

## Историја
Реч Паралимни значи "у језеру". Историјски гледано, Паралимни је саграђен на обали плитког језера, које се пунило водом само зими.
Почетком 20. века, као резултат изведених радова, целокупно корито језера је обновљено за пољопривредне сврхе. Паралимни није увек био ово што је сада. Првобитно је саграђен на брду, које се налази између Деринеје и његове садашње локације.
Међутим, у 15. веку је премештен у унутрашњост да би га пирати избегли. Прича се да су први који су се населили у Паралимни стигли непосредно након заузимања града, у близини Фамагусте, од стране Турака Османлија 1571. Прво насеље звало се Свети Димитрије и ово место и данас носи његово име.
Године 1986, након референдума, Паралимни је проглашен општином са тим именом. У мају 1986. одржани су први избори за начелника и општинско веће. Никос Влитис је изабран за првог градоначелника, који је обављао функцију од 1986. до 2006. У децембру 2006. изгубио је место градоначелника од Андреаса Евангелоуа, на функцији до 2011. године.
Архитектонски, Паралимни је био неописив, од првобитног села остало је мало или ништа. Изван центра града куће нису баш атрактивне и изгледају као мали правоугаони блокови. То више него надокнађује своје веома атрактивне баште, посебно када дрвеће цвета или воће. Међутим, чини се да нове и нове генерације, које зарађују веће плате од својих родитеља и бака и дедова, троше велике количине новца на градњу необичних модерних домова.
У самом срцу Паралимнија налази се трговачки центар са много продавница и модерних кафића и барова. Због чињенице да је Паралимни брзо растао, највећи трговци храном на острву су тамо изградили или изнајмили филијале као што су Керефор, Орфанидес. Постоје и многи локални супермаркети, као што је Кокинос.
Пејзаж око Паралимнија има плодна црвена тла, где се узгаја чувени кипарски кромпир. Престижне су живописне ветрењаче које се користе за извлачење воде из подземних водоносних слојева за наводњавање околних земаља. Нажалост, многи од њих су сада у рушевинама, замењени електричним или дизел пумпама. Пре успона туризма, богата пољопривредна земљишта која окружују Паралимни била су извор његовог богатства и још увек су од великог значаја.
Иако је подручје Паралимнија било насељено још у време праисторије, овај градић, будући у сенци оближњег града Фамагусте, није имао битнији значај до турске окупације северног дела Кипра 1974. године. До тада је то било много мање насеље, насељено одувек Грцима, предграђе оближњег Фамагусте.
Године 1974. године турска војска је окупирала северну трећину Кипра, заједно са оближњим градом и важном луком Фамагустом. Једино је јужни део округа остао у грчким рукама, па је Паралимни са неколико околних села постао носилац датог округа. У насеље се досељавају многи Грци, који беже са севера на југ и градић добија на значају. Последњих деценија око града се развило неколико средоземних летовалишта, што је помогло градску привреду.

## Становништво
Паралимни данас има око 11 хиљада становника у градским границама, готово у целости Грка.

## Привреда
После окупације 1974. године привреда Паралимнија је нагло напредовала, услед наглог прилива становништва, померања седишта округа у ово место и развоја туризма оближњих приобалних делова.

## Спорт
ФК Еносис Неон Паралимни, који игра у Првој лиги Кипра, је градски фудбалски тим. Михалис Константину, познати бивши фудбалер ФК Ираклис, Панатинаикос и Олимпијакос, рођен је у Паралимнију. Каријеру је започео и са градским тимом. У Паралимнију постоји и конференцијска страна која се зове Анортозис Паралимнију.

## Протарас
Протарас (на грчком: Παραλιμνι), је претежно туристички. Под административном је надлежношћу општине Паралимни. У древним временима, где се сада чини да се Протарас налази, био је древни град-држава Леукола. Град има сигурну луку у којој је Атињанин Деметрије Полиоркет 306. а. ц. тражио је уточиште, у потрази за Птолемејем, једним од наследника Александра Великог. У бици је Птолемеј био поражен и побегао у Египат, остављајући Кипар неко време у рукама Деметрија.
Протарас има прелепе пешчане плаже са чистим небо плавим морем, а најпознатија плажа у околини је Фиг Трее Баи. Протарас је познат и као "земља ветрењача", задржавајући носталгични квалитет прошлости.
Насупрот успеху Аја Напе (која је удаљена само неколико километара), постала је одмаралиште значајне величине, са десетинама хотела великог капацитета, хотела и апартмана, вила, ресторана, пабова и свих врста садржаја савремено одмаралиште треба да има. Будући да је тиша од Аја Напе и да има мање клупске сцене, има репутацију да се бави првенствено породичним и кипарским туризмом.
Рт Греко је удаљен 10 минута од центра Протараса и сматра се једним од најлепших места на острву.
Рт Греко живи славу Аја Напе, морског чудовишта које би требало да личи на крст између делфина и змаја.

## Екологија
Сезонско језеро Паралимни, дом је кипарске змије (Натрик натрик циприаца), за коју се сматрало да је изумрла од 1960-их, све док 'Змија Џорџ' (Х. Виедл) није поново открила ову врсту 1990-их.
Као резултат тога, језеро је проглашено за локацију од интереса заједнице. Упркос томе, Влада Кипра је издала дозволу за изградњу више од 300 кућа на том месту, што је довело до тога да Европска комисија промовише правни поступак против Кипра.
Остале опасности са којима се змија суочава су мото-крос и човек који их убија из незнања и сујеверја.

## Познати људи
- Михалис Константину, фудбалер, рођен у Паралимнију
- Соломос Соломоу, одрастао у Паралимнију, убио га је 1996. турски официр у тампон зони УН
- Киријакоу Пелагија, позната певачица жена кипарске традиционалне музике, рођена у Паралимнију
- Елени Артимата, атлетичарка
- Елефтерија Елефтерију, певачица
- Јоргос Тофас, фудбалер

## Галерија
- Главна црква Св. Варваре
- Локална плажа Протарас
- Црква св. Ђорђа
- Црква Св. Тројице
- Плажа Протарас лети
- Дрвена пешачка улица поред плаже
- Шетња плажом
- Кафић са погледом на плажу
- Продавница за изнајмљивање мотоцикала
- Типичан пут у Протарасу
- Плажа Мермејд Беј
- Плажа Мермејд Беј
- Кафана у заливу Сирена
- Црква Св. Барбаре
- Црква Светог Илије
- Црква Светог Димитрија
- Улица Протарас ноћу
- Баште у Протарасу
- Црква Светог Ђорђа у Паралимнију
- Стара и нова црква
- Поглед са мора
- Рт Греко на територији заједнице Паралимни